# 伊吉維塔里縣
9°15′S 148°34′E / 9.250°S 148.567°E
伊吉維塔里縣（Ijivitari District），是巴布亞新幾內亞的縣份之一，位於新幾內亞島東南部，由北部省負責管轄，首府設於波蓬德塔，面積12,709平方公里，2011年人口99,762，人口密度每平方公里7.8人。